# Athesans-Étroitefontaine
Athesans-Étroitefontaine – miejscowość i gmina we Francji, w regionie Burgundia-Franche-Comté, w departamencie Górna Saona.
Według danych na rok 1990 gminę zamieszkiwały 584 osoby, a gęstość zaludnienia wynosiła 45 osób/km² (wśród 1786 gmin Franche-Comté Athesans-Étroitefontaine plasuje się na 272. miejscu pod względem liczby ludności, natomiast pod względem powierzchni na miejscu 288.).